# جو اسپینل
جو اسپینل (انگلیسی: Joe Spinell؛ ۲۸ اکتبر ۱۹۳۶ – ۱۳ ژانویهٔ ۱۹۸۹) هنرپیشه و نویسنده اهل ایالات متحده آمریکا بود.
از فیلم‌ها یا برنامه‌های تلویزیونی که وی در آن نقش داشته است می‌توان به جنگ ستارگان ورای بعد سوم، کوچه بهشت، راننده تاکسی، پدرخوانده، پدرخوانده: قسمت دوم، راکی، راکی ۲، گرسنه ماندن، بدرود عشق من، شاهین‌های شب، اولین گناه کبیره، گشت زنی و عالی‌جناب اشاره کرد.